# Resupinatus graminum
Resupinatus graminum är en svampart som först beskrevs av Rolf Singer, och fick sitt nu gällande namn av Rolf Singer 1973. Resupinatus graminum ingår i släktet Resupinatus och familjen Tricholomataceae.   Inga underarter finns listade i Catalogue of Life.